# Blue Mountains (Pazifischer Nordwesten)
Die Blue Mountains (dt. „Blaue Berge“) sind ein Gebirgszug im Nordosten des Bundesstaates Oregon und im Südosten des Bundesstaates Washington der Vereinigten Staaten als Teil des Columbia Plateaus. Die Blue Mountains sind eines von zahlreichen Gebirgen im Pazifischen Nordwesten Nordamerikas. Die Definition der Blue Mountains ist nicht allgemein anerkannt: Das Geographic Names Information System des USGS zählt alle Berge Nordost-Oregons hinzu, sowie deren Ausläufer nach Washington bis zum Snake River, allerdings ohne die Wallowa Mountains im äußersten Nordosten des Gebietes. Die Datenbank Peakbagger grenzt im Süden als South Columbia Plateau bezeichnete Bergketten ab, so dass Blue Mountains dort nur den nördlichen Teil bezeichnet.
Nach der Definition von Peakbagger hat das Gebiet 49.770 km² Fläche, von denen 82 % in Oregon und 18 % in Washington liegen. Seine höchsten Berge sind die Elkhorn Crest mit dem 2763 m hohen Rock Creek Butte. Der Strawberry Mountain (2755 m) ist der nächsthöchste Berg der Region außerhalb der Elkhorn Crest, er liegt aber nur nach der Definition des USGS in den Blue Mountains, Peakbagger führt ihn als höchsten Berg des South Columbia Plateaus. Große Teile des Gebirges gehören zu den Nationalforsten Umatilla National Forest, Wallowa-Whitman National Forest und Malheur National Forest.
Größere Flüsse, die das Gebirge durchfließen, sind der Grande Ronde River und Teile des John Day River.
Der U.S. Highway 26 führt auf einer Passstraße (Blue Mountain Pass) bis zu einer Höhe von 1545 m im Süden des Gebirges. Der Oregon Trail führte im 19. Jahrhundert über die Gebirgskette.